# Етюд (малюнок)
Етю́д (фр. étude — «вивчення», лат. studium — «старанність, заняття, вивчення, студіювання») — твір в образотворчому мистецтві, виконаний, як правило, з натури з метою її вивчення, первісний, допоміжний малюнок для майбутнього твору, ескіз. Інколи є вправою дляудосконалення професійних навиків художника. Етюди, як і в живописі, так і в скульптурі, часто використовуються як підготовчі етапи для аналізу об'єкта твору. В етюді опрацьовуються такі деталі, як колір, світло, форма, перспектива і композиція.
Історія етюдів простежується c епохи Ренесансу. Наприклад, етюди Мікеланджело Лівійської сивіли для розпису Сікстинської капели.

## Галерея

Етюди
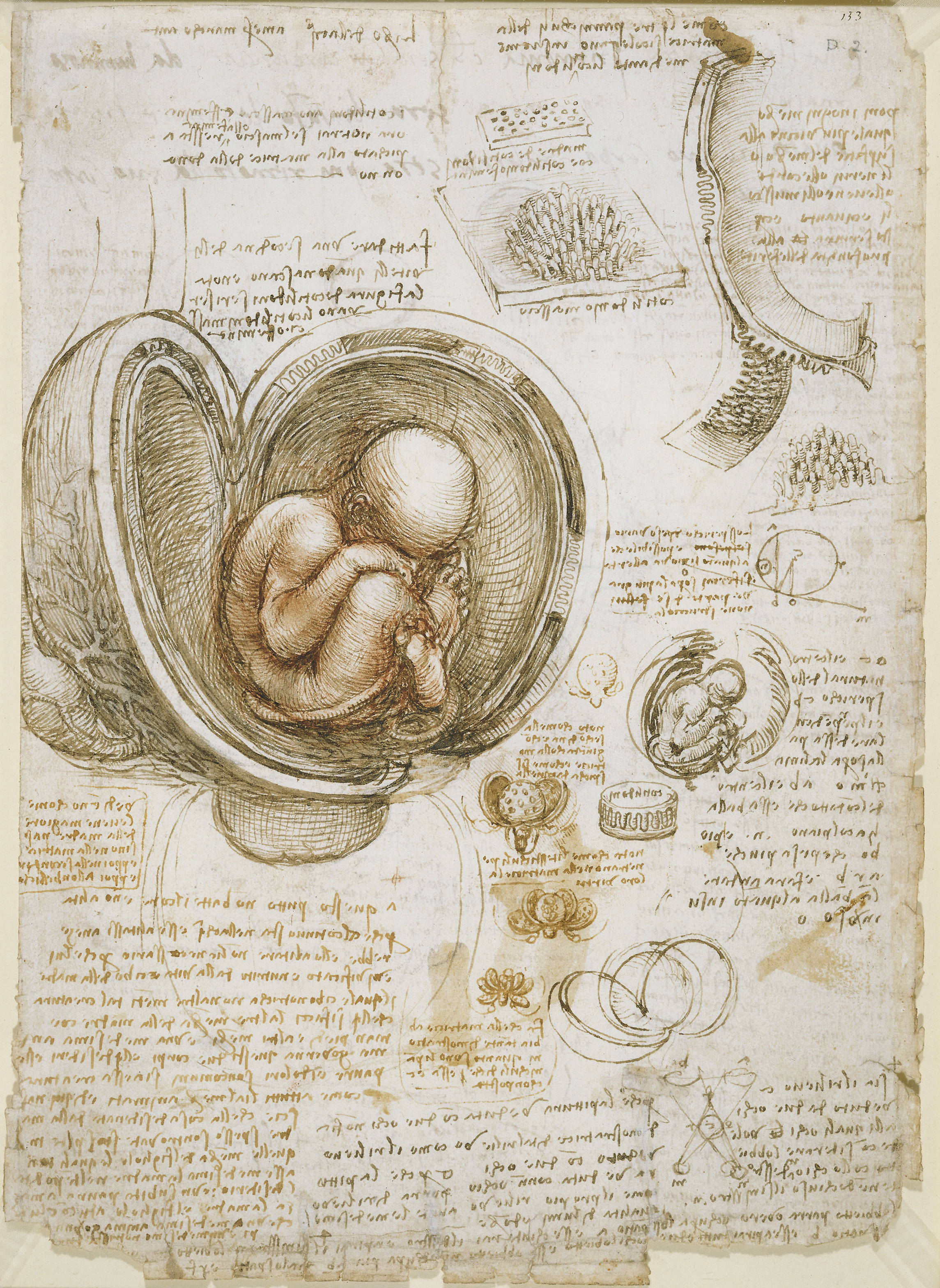
етюд ембріона, Леонардо да Вінчі, бл. 1510-1513
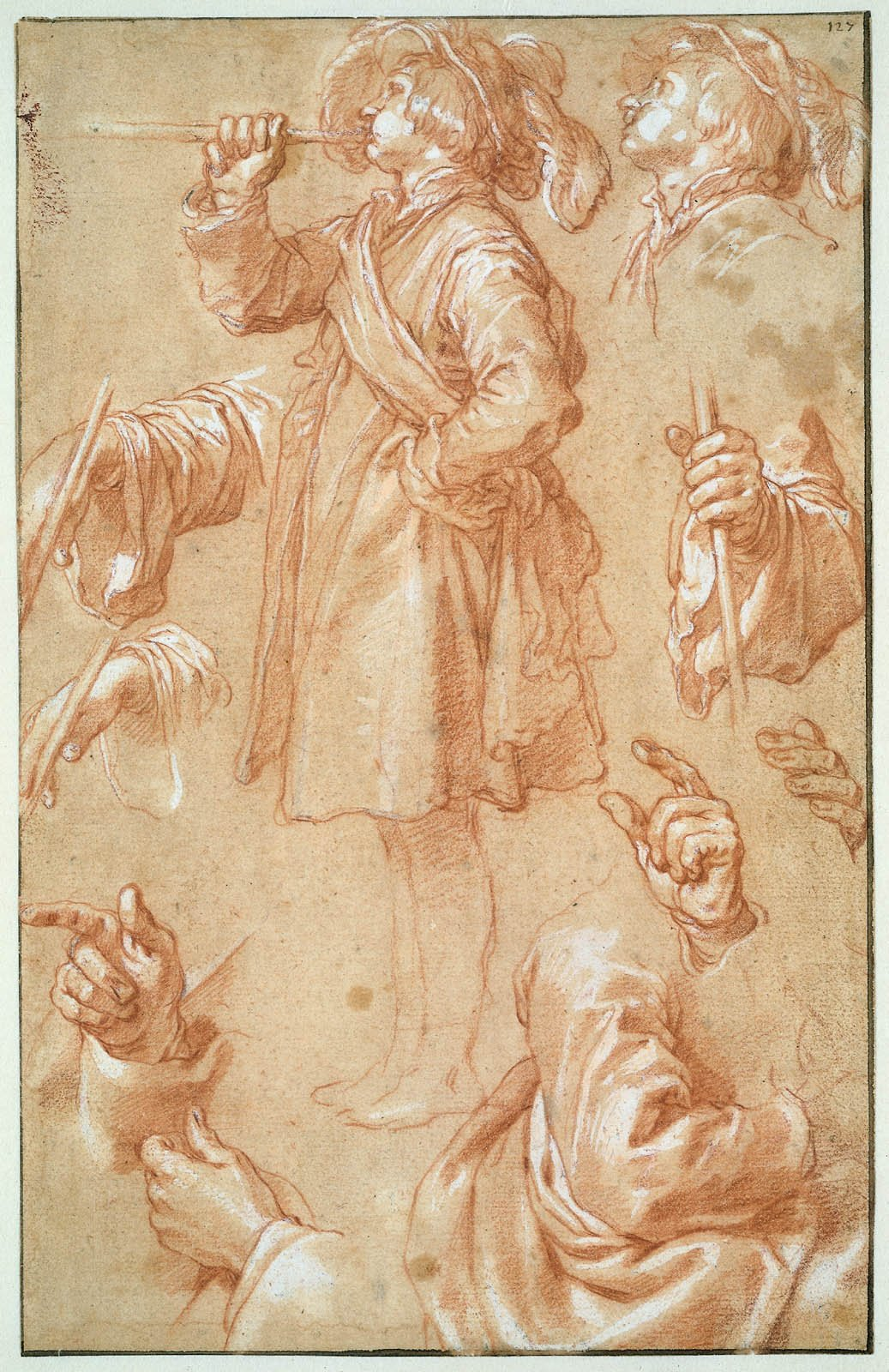
етюди Абрагама Блумарта, бл. 1626
Голова Мінерви, Еліу Веддер, 1896 рік, живопис 125 × 80 см
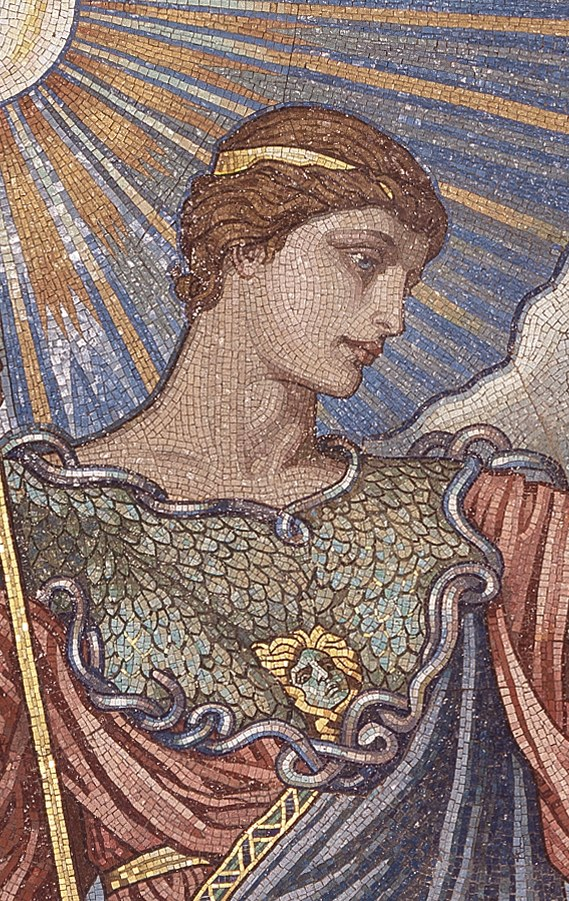
Фінальний фрагмент тієї ж роботи Веддера, 1896 рік, мозаїка
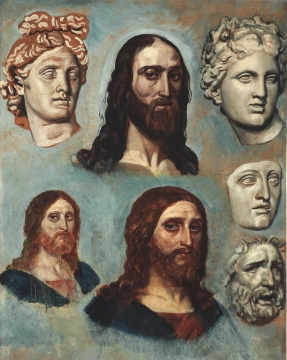
Олександр Іванов, етюд голови Христа